# وال-ده-لاک، کبک
وال-ده-لاک (به فرانسوی: Val-des-Lacs) شهری در منطقه شهری له لورانتید ناحیه لورانتید در استان کبک کانادا است. در سرشماری سال ۲۰۱۱ این شهر ۷۶۱ نفر جمعیت داشته‌است و مساحت آن ۱۲۱٫۸۲ کیلومتر مربع است.